# Europese kampioenschappen zwemmen 1989
De Europese kampioenschappen zwemmen 1989 werden gehouden van 15 tot en met 20 augustus 1989 in Bonn, West-Duitsland.
Bij het schoonspringen werd de eenmeterplank toegevoegd aan zowel de wedstrijden voor mannen als voor vrouwen.

## Zwemmen

### Mannen
| Afstand:           | Goud:                                                                          | Tijd       | Zilver:                                                                            | Tijd     | Brons:                                                                               | Tijd     |
| 50 m vrije slag    | Vladimir Tkatsjenko Sovjet-Unie                                                | 22,64      | Jevgeni Kotrjaga Sovjet-Unie                                                       | 22,67    | Nils Rudolph Duitse Democratische Republiek                                          | 22,76    |
| 100 m vrije slag   | Giorgio Lamberti Italië                                                        | 49,24 ER   | Joeri Basjkatov Sovjet-Unie                                                        | 50,13    | Raimundas Mažuolis Sovjet-Unie                                                       | 50,15    |
| 200 m vrije slag   | Giorgio Lamberti Italië                                                        | 1.46,69 WR | Artur Wojdat Polen                                                                 | 1.47,96  | Anders Holmertz Zweden                                                               | 1.48,06  |
| 400 m vrije slag   | Artur Wojdat Polen                                                             | 3.47,78    | Stefan Pfeiffer Bondsrepubliek Duitsland                                           | 3.48,68  | Mariusz Podkościelny Polen                                                           | 3.49,29  |
| 1500 m vrije slag  | Jörg Hoffmann Duitse Democratische Republiek                                   | 15.01,52   | Stefan Pfeiffer Bondsrepubliek Duitsland                                           | 15.01,93 | Mariusz Podkościelny Polen                                                           | 15.19,29 |
| 100 m rugslag      | Martín López-Zubero Spanje                                                     | 56,44      | Sergej Zabolotnov Sovjet-Unie                                                      | 56,45    | Dirk Richter Duitse Democratische Republiek                                          | 56,52    |
| 200 m rugslag      | Stefano Battistelli Italië                                                     | 1.59,96    | Vladimir Selkov Sovjet-Unie                                                        | 2.00,02  | Tino Weber Duitse Democratische Republiek                                            | 2.00,54  |
| 100 m schoolslag   | Adrian Moorhouse Verenigd Koninkrijk                                           | 1.01,71    | Dmitri Volkov Sovjet-Unie                                                          | 1.01,94  | Nick Gillingham Verenigd Koninkrijk                                                  | 1.02,12  |
| 200 m schoolslag   | Nick Gillingham Verenigd Koninkrijk                                            | 2.12,90 WR | Gary O'Toole Ierland                                                               | 2.15,73  | József Szabó Hongarije                                                               | 2.16,05  |
| 100 m vlinderslag  | Rafał Szukała Polen                                                            | 54,47      | Bruno Gutzeit Frankrijk                                                            | 54,50    | Martin Herrmann Bondsrepubliek Duitsland                                             | 54,54    |
| 200 m vlinderslag  | Tamás Darnyi Hongarije                                                         | 1.58,87    | Rafał Szukała Polen                                                                | 2.00,62  | Matjaž Kozelj Joegoslavië                                                            | 2.00,73  |
| 200 m wisselslag   | Tamás Darnyi Hongarije                                                         | 2.01,03    | Raik Hannemann Duitse Democratische Republiek                                      | 2.03,07  | Josef Hladký Bondsrepubliek Duitsland                                                | 2.03,21  |
| 400 m wisselslag   | Tamás Darnyi Hongarije                                                         | 4.15,25    | Patrick Kühl Duitse Democratische Republiek                                        | 4.16,08  | Stefano Battistelli Italië                                                           | 4.19,13  |
| 4x100 m vrije slag | Bondsrepubliek Duitsland Peter Sitt André Schadt Bengt Zikarsky Björn Zikarsky | 3.19,68    | Frankrijk Stéphan Caron Christophe Kalfayan Laurent Neuville Bruno Gutzeit         | 3.19,73  | Zweden Tommy Werner Anders Holmertz Håkan Karlsson Joakim Holmqvist                  | 3.19,76  |
| 4x200 m vrije slag | Italië Massimo Trevisan Roberto Gleria Giorgio Lamberti Stefano Battistelli    | 7.15,39    | Bondsrepubliek Duitsland Peter Sitt Martin Herrmann Erik Hochstein Stefan Pfeiffer | 7.17,38  | Duitse Democratische Republiek Uwe Daßler André Matzk Thomas Flemming Steffen Zesner | 7.17,79  |
| 4x100 m wisselslag | Sovjet-Unie Sergej Zabolotnov Dmitri Volkov Vadim Jarosjtsjoek Joeri Basjkatov | 3.41,44    | Frankrijk Franck Schott Cédric Pénicaud Bruno Gutzeit Stéphan Caron                | 3.43,09  | Italië Stefano Battistelli Gianni Minervini Marco Braida Giorgio Lamberti            | 3.43,14  |

### Vrouwen
| Afstand:           | Goud:                                                                                          | Tijd       | Zilver:                                                                       | Tijd    | Brons:                                                                                      | Tijd    |
| 50 m vrije slag    | Catherine Plewinski Frankrijk                                                                  | 25,63      | Daniela Hunger Duitse Democratische Republiek                                 | 25,64   | Katrin Meißner Duitse Democratische Republiek                                               | 25,87   |
| 100 m vrije slag   | Katrin Meißner Duitse Democratische Republiek                                                  | 55,38      | Manuela Stellmach Duitse Democratische Republiek                              | 55,40   | Marianne Muis Nederland                                                                     | 55,61   |
| 200 m vrije slag   | Manuela Stellmach Duitse Democratische Republiek                                               | 1.58,93    | Marianne Muis Nederland                                                       | 1.59,96 | Mette Jacobsen Denemarken                                                                   | 2.00,35 |
| 400 m vrije slag   | Anke Möhring Duitse Democratische Republiek                                                    | 4.05,84 ER | Heike Friedrich Duitse Democratische Republiek                                | 4.10,14 | Manuela Melchiorri Italië                                                                   | 4.10,89 |
| 800 m vrije slag   | Anke Möhring Duitse Democratische Republiek                                                    | 8.23,99    | Astrid Strauss Duitse Democratische Republiek                                 | 8.28,24 | Irene Dalby Noorwegen                                                                       | 8.28,59 |
| 100 m rugslag      | Kristin Otto Duitse Democratische Republiek                                                    | 1.01,86    | Krisztina Egerszegi Hongarije                                                 | 1.02,44 | Anja Eichhorst Duitse Democratische Republiek                                               | 1.03,10 |
| 200 m rugslag      | Dagmar Hase Duitse Democratische Republiek                                                     | 2.12,46    | Krisztina Egerszegi Denemarken                                                | 2.12,61 | Kristin Otto Duitse Democratische Republiek                                                 | 2.14,29 |
| 100 m schoolslag   | Susanne Börnike Duitse Democratische Republiek                                                 | 1.09,55    | Tania Dangalakova Bulgarije                                                   | 1.09,65 | Manuela Dalla Valle Italië                                                                  | 1.10,39 |
| 200 m schoolslag   | Susanne Börnike Duitse Democratische Republiek                                                 | 2.27,77    | Brigitte Becue België                                                         | 2.29,94 | Jelena Volkova Sovjet-Unie                                                                  | 2.29,95 |
| 100 m vlinderslag  | Catherine Plewinski Frankrijk                                                                  | 59,08      | Jacqueline Jacob Duitse Democratische Republiek                               | 1.00,42 | Kathleen Nord Duitse Democratische Republiek                                                | 1.00,81 |
| 200 m vlinderslag  | Kathleen Nord Duitse Democratische Republiek                                                   | 2.09,33    | Jacqueline Jacob Duitse Democratische Republiek                               | 2.10,94 | Mette Jacobsen Denemarken                                                                   | 2.12,63 |
| 200 m wisselslag   | Daniela Hunger Duitse Democratische Republiek                                                  | 2.13,26    | Marianne Muis Nederland                                                       | 2.15,85 | Mildred Muis Nederland                                                                      | 2.17,23 |
| 400 m wisselslag   | Daniela Hunger Duitse Democratische Republiek                                                  | 4.41,82    | Krisztina Egerszegi Hongarije                                                 | 4.44,75 | Grit Müller Duitse Democratische Republiek                                                  | 4.46,06 |
| 4x100 m vrije slag | Duitse Democratische Republiek Katrin Meißner Manuela Stellmach Daniela Hunger Heike Friedrich | 3.42,46    | Nederland Diana van der Plaats Marieke Mastenbroek Mildred Muis Marianne Muis | 3.43,66 | Bondsrepubliek Duitsland Katja Ziliox Susanne Schuster Marion Aizpors Birgit Lohberg-Schulz | 3.46,15 |
| 4x200 m vrije slag | Duitse Democratische Republiek Anke Möhring Manuela Stellmach Astrid Strauss Heike Friedrich   | 7.58,54    | Nederland Diana van der Plaats Kirsten Silvester Mildred Muis Marianne Muis   | 8.08,00 | Italië Tanya Vannini Orietta Patron Silvia Persi Manuela Melchiorri                         | 8.10,49 |
| 4x100 m wisselslag | Duitse Democratische Republiek Kristin Otto Susanne Börnike Jacqueline Jacob Katrin Meißner    | 4.07,40    | Italië Lorenza Vigarani Manuela Dalla Valle Manuela Carosi Silvia Persi       | 4.10,78 | Nederland Ellen Elzerman Kira Bulten Judith Anema Marianne Muis                             | 4.11,53 |

## Schoonspringen

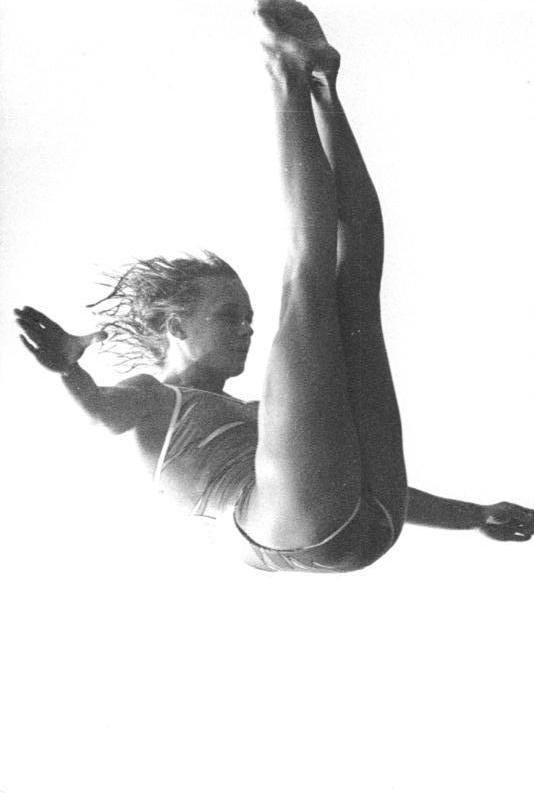
Ute Wetzig won goud op de tienmetertoren bij het schoonspringen

### Mannen
| Onderdeel: | Goud:                                 | Score  | Zilver:                                   | Score  | Brons:                                    | Score  |
| 1 m plank  | Edwin Jongejans Nederland             | 394,08 | Valeri Statsenko Sovjet-Unie              | 378,24 | Aleksandr Gladtsjenko Sovjet-Unie         | 363,24 |
| 3 m plank  | Albin Killat Bondsrepubliek Duitsland | 672,75 | Aleksandr Gladtsjenko Sovjet-Unie         | 666,42 | Jan Hempel Duitse Democratische Republiek | 663,84 |
| 10 m toren | Georgi Tsjogovadze Sovjet-Unie        | 639,69 | Jan Hempel Duitse Democratische Republiek | 578,43 | Vladimir Timosjinin Sovjet-Unie           | 572,40 |

### Vrouwen
| Onderdeel: | Goud:                                     | Score  | Zilver:                                     | Score  | Brons:                                      | Score  |
| 1 m plank  | Irina Lasjko Sovjet-Unie                  | 278,46 | Brita Baldus Duitse Democratische Republiek | 267,24 | Marina Babkova Sovjet-Unie                  | 216,00 |
| 3 m plank  | Marina Babkova Sovjet-Unie                | 514,23 | Brita Baldus Duitse Democratische Republiek | 510,72 | Svetlana Aleksejeva Sovjet-Unie             | 486,09 |
| 10 m toren | Ute Wetzig Duitse Democratische Republiek | 403,35 | Inga Afonina Sovjet-Unie                    | 400,83 | Jana Eichler Duitse Democratische Republiek | 395,55 |

## Waterpolo
| Onderdeel: | Goud:                    | Zilver:     | Brons:    |
| Mannen     | Bondsrepubliek Duitsland | Joegoslavië | Italië    |
| Vrouwen    | Nederland                | Hongarije   | Frankrijk |

## Synchroonzwemmen
| Onderdeel: | Goud:                                         | Score   | Zilver:                                           | Score   | Brons:                              | Score   |
| Solo       | Kristina Falasinidi Sovjet-Unie               | 184,560 | Karine Schuler Frankrijk                          | 182,870 | Karin Singer Zwitserland            | 181,830 |
| Duet       | Frankrijk Marianne Aeschbacher Karine Schuler | 182,502 | Sovjet-Unie Maria Tsjerjajeva Jelena Frotsjeskaja | 179,970 | Zwitserland Edith Boss Karin Singer | 179,652 |
| Team       | Frankrijk                                     | 180,365 | Sovjet-Unie                                       | 179,945 | Zwitserland                         | 174,080 |

## Medaillespiegel
| Plaats | Land                           | Goud | Zilver | Brons | Totaal |
| 1      | Duitse Democratische Republiek | 16   | 11     | 11    | 38     |
| 2      | Sovjet-Unie                    | 6    | 10     | 6     | 22     |
| 3      | Frankrijk                      | 4    | 4      | 1     | 9      |
| 4      | Italië                         | 4    | 1      | 6     | 11     |
| 5      | Hongarije                      | 3    | 4      | 1     | 8      |
| 6      | Bondsrepubliek Duitsland       | 3    | 3      | 3     | 9      |
| 7      | Nederland                      | 2    | 4      | 3     | 9      |
| 8      | Polen                          | 2    | 2      | 2     | 6      |
| 9      | Verenigd Koninkrijk            | 2    | 0      | 1     | 3      |
| 10     | Spanje                         | 1    | 0      | 0     | 1      |
| 11     | Joegoslavië                    | 0    | 1      | 1     | 2      |
| 12     | België                         | 0    | 1      | 0     | 1      |
| 12     | Bulgarije                      | 0    | 1      | 0     | 1      |
| 12     | Ierland                        | 0    | 1      | 0     | 1      |
| 15     | Zwitserland                    | 0    | 0      | 3     | 3      |
| 16     | Denemarken                     | 0    | 0      | 2     | 2      |
| 16     | Zweden                         | 0    | 0      | 2     | 2      |
| 18     | Noorwegen                      | 0    | 0      | 1     | 1      |
| Totaal | Totaal                         | 43   | 43     | 43    | 129    |